# ساني فايركي
ساني فايركي (من مواليد 9 أبريل 1957) هو رجل أعمال هندي في مجال التعليم ومُحسن مقيم في دبي. وهو مؤسس ورئيس مجلس إدارة شركة جي إي أم أس التعليمية الاستشارية العالمية وإدارة التعليم، وهي أكبر شركة تشغيل للمدارس الخاصة من رياض الأطفال إلى الصف الثاني عشر في العالم، مع شبكة تضم أكثر من 80 مدرسة في أكثر من اثنتي عشرة دولة.